# Eliahu Golomb

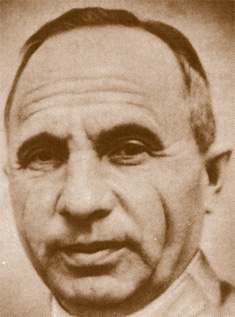
Eliahu Golomb, uno de los fundadores de la Haganah

Eliahu Golomb (en hebreo: אליהו גולומב) (Vawkavysk, Imperio Ruso (hoy Bielorrusia) - 2 de marzo de 1893 - falleció el 11 de junio de 1945) fue el iniciador de los esfuerzos de defender a la comunidad judía en el Mandato británico de Palestina y principal arquitecto de la Haganá, la organización clandestina que fue creada inicialmente para la protección del Yishuv entre los años 1920 y 1948.

## Biografía

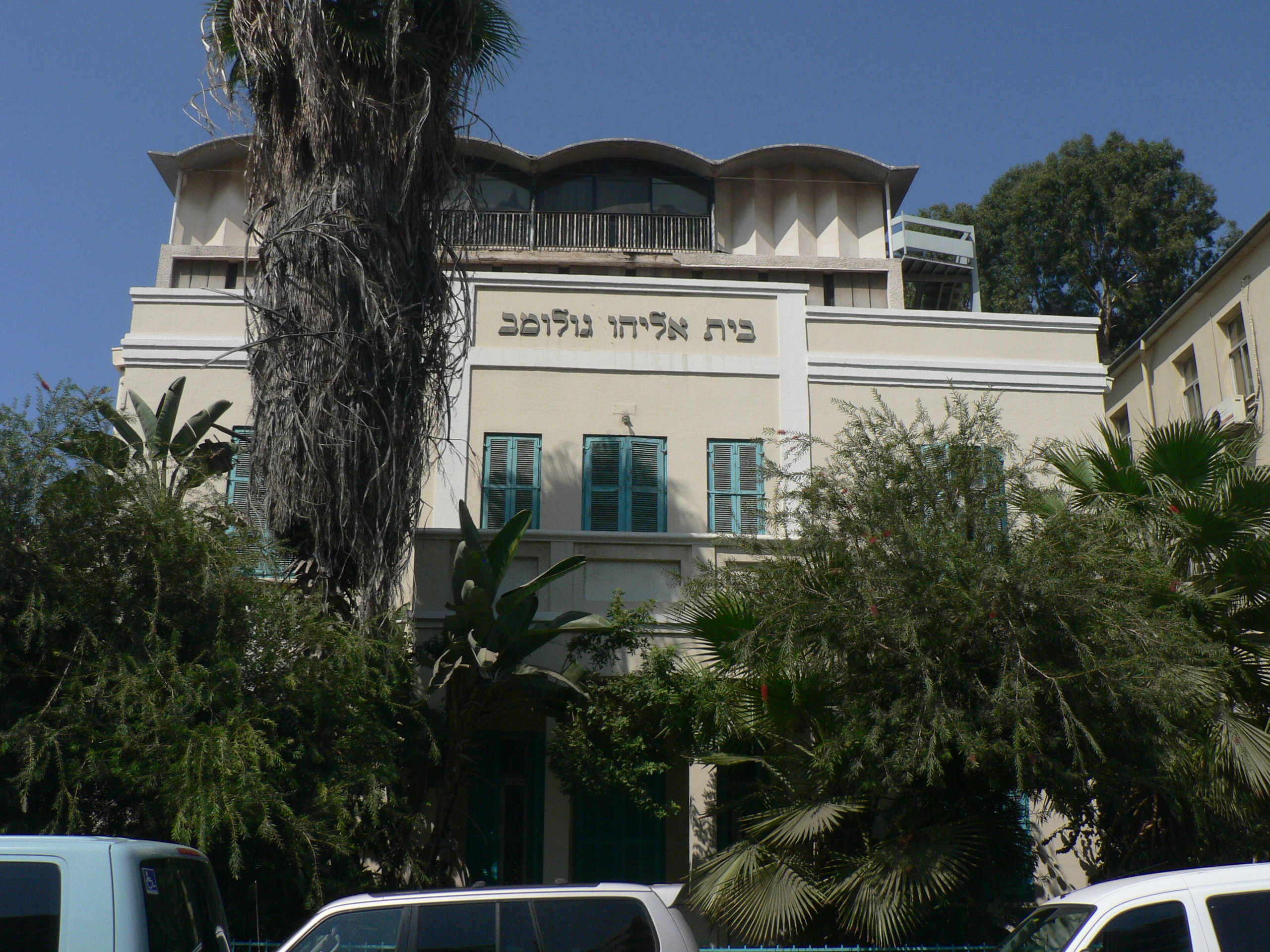
La casa de Golomb en Tel Aviv, actual Museo de la Hagana, Bait Eliyahu.

Golomb hizo Aliá a Eretz Israel, entonces parte del Imperio otomano, en 1909. En sus inicios participó en la formación de cursos agrícolas y trabajó en el kibutz, Degania Alef. Al estallar la Primera Guerra Mundial, en 1914, se opuso al alistamiento de judíos como oficiales en el Ejército del Imperio otomano y en su lugar insistió en la creación de una fuerza de defensa judía independiente. En 1918, llegó a ser uno de los fundadores de la Legión Judía con la esperanza de formar la base de una milicia judía permanente. Después de su desmovilización se convirtió en un miembro del comité encargado de organizar la Haganá en 1920 y participó activamente en el envío de ayuda a los defensores del puesto de avanzada del norte, en Tel Jai.

### Haganá
Golomb fue imprescindible en el desarrollo de las fuerzas de autodefensa judía. Afirmó que población judía debe ser movilizada para las unidades de combate capaces de defender los objetivos sionistas. Fue miembro fundador de la Haganá y participó en su Consejo de Mando. Viajó mucho, procurando armas para los combatientes de la Haganá. La organización y financiación de la Aliyá Bet (inmigración ilegal) a finales de 1930 fue en gran parte dirigida por él.
Vio la Haganá como parte integrante del Movimiento Sionista, y en consecuencia se opuso a la existencia de otros organismos de defensa radical, tales como el Irgún. No estaba de acuerdo con los ataques indiscriminados contra los árabes. A la vez, era partidario de la confrontación activa con los agresores árabes. Junto con Berl Katznelson, ocupó mucho tiempo trabajando con el judío Zeev Jabotinsky del partido revisionista tratando de unificar esfuerzos para la defensa entre los judíos.
Se opuso a la opinión de que la defensa debería depender de una pequeña élite e insistió, en cambio, en que era de incumbencia de la población judía en general. En 1922 fue enviado al extranjero para comprar armas para la Haganá y hasta 1924 organizaba jóvenes pioneros en Europa. Durante los disturbios árabes de 1936 a 1939, fue uno de los iniciadores de la Fosh, unidades terrestres que enfrentaban a los agresores árabes.
A pesar de su apoyo al alistamiento de judíos en el Ejército británico durante la Segunda Guerra Mundial y de los agentes judíos en la Europa ocupada por el Tercer Reich, nunca olvidó la necesidad de tomar el poder político en el Mandato británico de Palestina y proclamar la independencia del Estado de Israel. Se convirtió en uno de los fundadores del Palmaj, la unidad de élite de la Haganá, la base fundacional de las Fuerzas de Defensa de Israel, entrenando a muchos futuros comandantes de las FDI. Golomb murió en 1945 a los 52 años de edad. Su hijo David Golomb fue miembro de la Knéset, el parlamento unicameral israelí.